# Iglesia de Dios Sociedad Misionera Mundial
La Iglesia de Dios Sociedad Misionera Mundial, también conocida como Iglesia de Dios, es un nuevo movimiento religioso surcoreano fundado en 1964 por Ahn Sahng-hong. Su sede se encuentra en Seongnam, Gyeonggi —cerca de Seúl, capital de Corea del Sur—, y se estima que cuenta con unos 100 000 miembros.
Se le describe como una iglesia restauracionista, cuyos seguidores creen que Ahn Sahng-hong es la segunda venida de Cristo y que Jang Gil-ja, a quien llaman «Dios Madre», es también Dios. Estas creencias y otras prácticas controvertidas han llevado a que varios exmiembros y expertos la consideren una secta destructiva.

## Historia

### Antecedentes
El 28 de abril de 1964, Ahn Sahng-hong establece la Iglesia de Dios Testigos de Jesús en Corea del Sur; en 1970, establece 4 iglesias en el dicho país, en 1980, un total de 13 iglesias establecidas en Corea del sur; y en 1985, Ahn Sahng-hong muere en febrero. Después de su muerte, la Iglesia de Dios Testigos de Ahn Sahng-hong fue creada, más adelante sería llamada Iglesia de Dios Sociedad Misionera Mundial para efectos de registro y gestión de activos de la organización.
En marzo de 1962 Ahn Sahng-hong fue expulsado de la Iglesia Adventista del Séptimo Día, el 28 de abril de 1964 con 13 antiguos miembros de la Iglesia Adventista, funda la Iglesia de Dios Testigos de Jesús en Busan, distrito de Haeundae, llegando a tener para 1985 en Corea del Sur 13 sedes, y el 4 de marzo de este año, tras la muerte del fundador, la Iglesia de Dios Testigos de Jesús se dividió así: 
1) La esposa e hijos de Ahn Sahng-hong continuaron con la Iglesia de Dios de la Pascua del Nuevo Pacto, conservando las instalaciones en Busan, el hijo de Ahn, Ahn Kwang-sup (nacido en 1954) es un anciano en la iglesia y continúa exponiendo el trabajo de su padre.
2) La misionera Zhang Gil-Jah (nacida en 1943) en calidad de Dios Madre y esposa espiritual de el recién fallecido Ahn Sahng-hong, continuó con la Iglesia de Dios Testigos de Ahnsahnghong, que en 1994 cambiaría su nombre a la Iglesia de Dios Sociedad Misionera Mundial, con Kim Joo-cheol como Primer Pastor.

### Línea de tiempo
- 1988 – 10.000 miembros registrados;[8]
- 1990 – Total de 30 iglesias establecidas en Corea del sur;[8]
- 1996 – Total de 107 iglesias establecidas; 100.000 miembros registrados;[8]
- 1997 – Establece 3 iglesias en el extranjero (Los Angeles, Estados Unidos, Lahore, Paquistán y Essen, Alemania);[8]
- 1998 – total de 210 iglesias;[8]
- 1999 – 200.000 miembros registrados;[8]
- 2000 – Total de 300 iglesias en Corea del sur; 400.000 miembros registrados;[8]
- 2001 – El primer grupo de visitada del extranjero (Estados Unidos);[8]
- 2002 – Se lleva a cabo el trabajo del Evangelio en 70 países;[8]
- 2003 – Voluntarios trabajan para la tragedia del Metro de Daegu (comidas gratis durante 55 días) y recibe mención presidencial; aproximadamente 500.000 miembros registrados; apoyan a 176 países en la Daegu Universiade (con más de 90.000 días/hombre);[8]
- 2004 – Recibe una medalla de Honor; Primera ceremonia de lanzamiento para misiones independientes en el extranjero; 600.000 miembros registrados;[8]
- 2005 – Inauguración del Instituto de formación Go y Come de Okcheon;[8]
- 2006 – Apertura de Museo de historia de la iglesia de Dios[8]
- 2007 – Más de 100 iglesias han sido establecidas en el extranjero; 800.000 miembros registrados[8]
- 2008 – 1 millón de miembros registrados;[8]
- 2009 – Aparece en la edición de marzo de la revista mensual Chosun;[11] 32 equipos de predicación a corto plazo son enviados al extranjero;[8]
- 2010 – Aparece en la edición de octubre de la revista mensual Joongang;[12] 427 equipos de misión a corto plazo son enviados al extranjero; entrega donaciones para víctimas del terremoto en Haití y Chile a las Naciones Unidas (fondos recaudados por conciertos benéficos);[8]
- 2012 – Campañas de limpieza ambiental en todo el mundo para la Pascua; campaña de donación de sangre para dar vida a través de Pascua; se han establecido 2.200 iglesias en 150 países; más de 1,75 millones miembros registrados;[8]
- 2013 – Campamento de invierno para los estudiantes; campaña de limpieza de calle (Seúl, Busan, Daegu, Incheon, Chungju, Yeosu y Lima), servicio voluntario en todo el mundo para la Pascua, concierto de la orquesta para los estudiantes de la Iglesia de Dios;[8]

## Creencias y prácticas
La Iglesia de Dios cree en Dios Padre (llamado también como el Padre, Padre Celestial, Dios Ahnsahnghong, Padre Ahnsahnghong y Cristo Ahnsahnghong) y Dios Madre (llamada también la Madre, Madre Celestial y la Nueva Jerusalén), expresan que su identidad se basa en restaurar la verdad de la iglesia primitiva. La Iglesia de Dios Sociedad Misionera Mundial, todas sus enseñanzas se basan en la Biblia, como se explica en los numerosos libros escritos por Ahnsahnghong y Kim Joo-cheol.
- Segunda venida de Cristo: La Iglesia de Dios en la segunda venida de Jesús iba a aparecer en la tierra por segunda vez en la carne. Ellos creen que Ahnsahnghong es la segunda venida de Jesús que vino con un nuevo nombre (Apocalipsis 3:11-12] , Apocalipsis 2:17). Afirman que Ahnsahnghong cumplió las profecías bíblicas que solo Jesús pudo haber cumplido.[14]
- Dios Madre: Porque la Biblia menciona al Espíritu y La Esposa en Apocalipsis 22:17, la iglesia cree que la novia es Dios Madre. Según su interpretación del uso de «Hagamos a nuestra imagen» en Génesis 1:26-27, hay dos Dioses, una imagen masculina de Dios y una imagen femenina de Dios. Llaman a la imagen femenina de Dios: Dios Madre. Afirman que en los últimos días, Dios Madre tiene que aparecer en la tierra en la carne.[15]
- Días de fiestas y las fiestas solemnes: La Iglesia de Dios celebra las siete fiestas solemnes que se encuentran en Levítico 23, algo que nadie ha podido rebelar; el sábado (Día de reposo), la Pascua, la Fiesta de los Panes sin Levadura, la Fiesta de las Primicias (Día de Resurrección), la Fiesta de las Semanas (Fiesta de Pentecostés), la Fiesta de las Trompetas, el Día de Expiación, y la Fiesta de los Tabernáculos.[16] La iglesia observa estas fiestas según el nuevo pacto establecido por Jesús, distinguiéndose de las fiestas mantenidas en el Antiguo Testamento. La iglesia señala que el Antiguo Testamento es sombra del Nuevo Testamento, que es la realidad.
- El día de reposo (Sábado): La iglesia cree en el día de reposo sábado según Génesis 2:1 pero no lo celebra de puesta de sol a puesta de sol, pero sí desde el amanecer hasta el atardecer. Consideran el sábado como una señal entre Dios y su pueblo según Ezequiel 20:12, Éxodo 31:13 y debe observarse con un servicio según Lucas 4:16, esto lo hace diferente a las regulaciones del Antiguo Testamento. Los miembros son animados a mantener los tres servicios en el día de reposo. Entre servicios, participan en diversas actividades relacionadas con la iglesia como estudios bíblicos, ver videos espirituales, o predicar en la comunidad local.[17]
- Idolatría: Según la interpretación de la iglesia de Éxodo 20:4, artículos tales como la veneración a la cruz, estatuas y piedras sagradas son considerados una forma de idolatría y no se erigen en sus iglesias.[18]
- Origen de los seres humanos y redención: La iglesia cree que todos los seres humanos fueron creados originalmente como ángeles en el cielo. Cuando en el cielo pecaron contra Dios y fueron enviados a la tierra como una segunda oportunidad para volver a Dios. Creen que la única manera para los seres humanos volver al cielo es guardando la Pascua con pan y vino (el cuerpo y la sangre de Jesús) y siguiendo las enseñanzas de la Biblia, según lo enseñado por Ahnsahnghong, que incluyen la creencia en Dios Madre, quien es la novia del Espíritu Santo la cual les dará vida en los últimos días.[19]
- Bautismo: La Iglesia de Dios Sociedad Misionera Mundial sostiene que el bautismo es el primer paso hacia la salvación y se debe hacerse en nombre del padre (Jehová), el hijo (Jesús), y el nombre del Espíritu Santo (Ahnsahnghong).18 Jesús se acercó entonces a ellos y les dijo:—Se me ha dado toda autoridad en el cielo y en la tierra.Por tanto, vayan y hagan discípulos de todas las naciones, bautizándolos en el nombre del Padre y del Hijo y del Espíritu Santo, - Mateo 28:18-19
- Oración: La iglesia cree que la oración debe hacerse en el nombre de Espíritu Santo, Ahnsahnghong, en los últimos días y que las mujeres deben llevar un velo, según Corintios 11:1 – 16, mientras oran.
- Evangelización: Los miembros de la Iglesia de Dios Sociedad Misionera Mundial son bien conocidos por sus esfuerzos para predicar su evangelio. Ellos viajan de casa en casa y también hacen proselitismo en las calles, centros comerciales y universidades.[8]

### Comparaciones al cristianismo tradicional
En respuesta a una investigación, la Iglesia de Dios declaró que «la mayor diferencia entre nuestra iglesia y otras» es que «creemos en tanto Dios Madre como Dios Padre […] de acuerdo a las profecías de la Biblia, Dios Madre aparecerá en la última época de redención».
La deificación de Ahn Sahng-hong y Zahng Gil-jah se «criticó duramente», y llevó a la condenación oficial de la Iglesia por parte del Concejo Nacional de Iglesias en Corea como una secta destructiva blasfema, hereje y ecumenistamente repudiada.

## Sedes

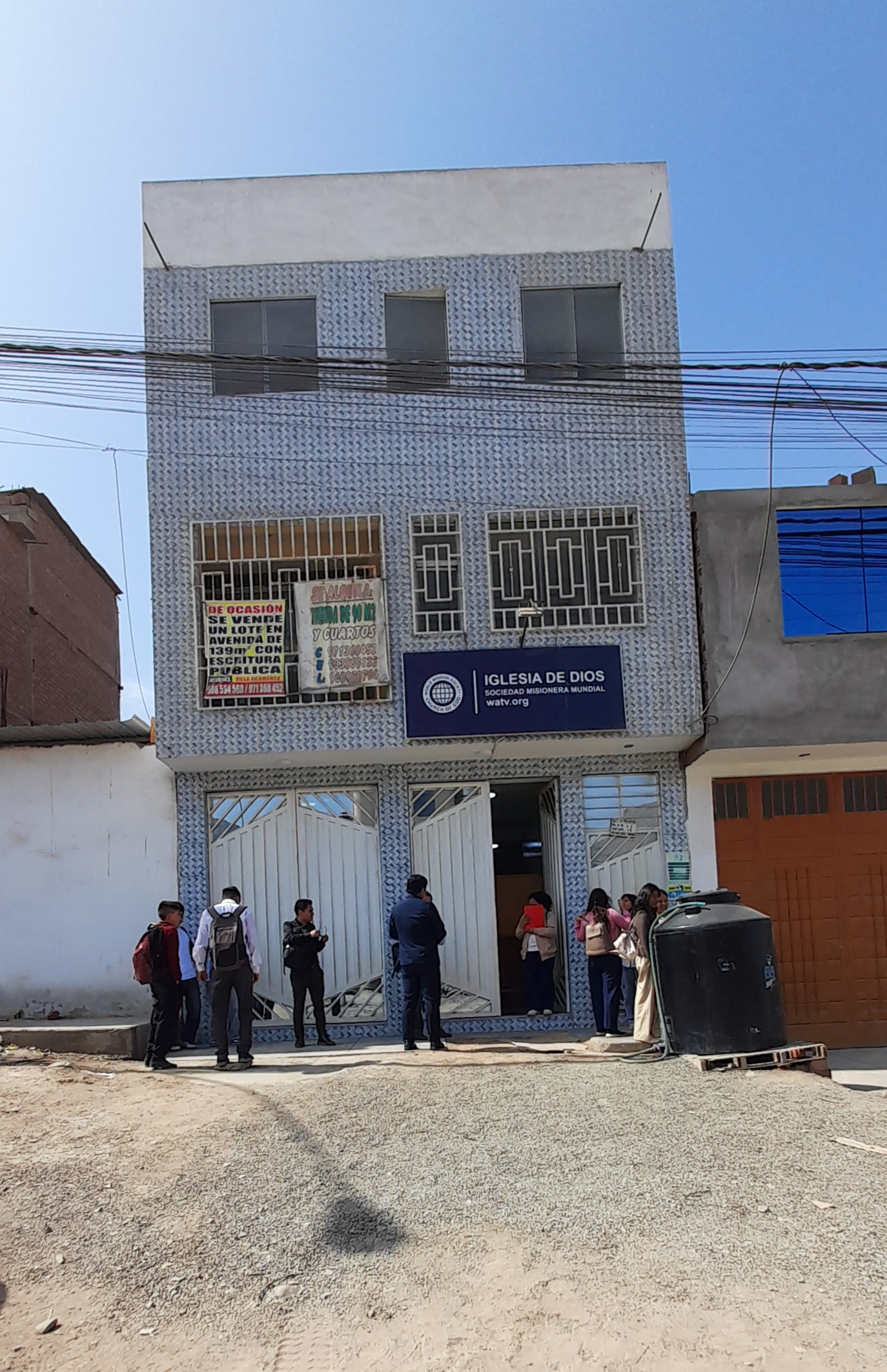
Una de las sedes de la Iglesia de Dios Sociedad Misionera Mundial en Perú.

La sede mundial principal de la Iglesia de Dios Sociedad Misionera Mundial se ubica en Bundang-gu, ciudad de Seongnam, provincia de Gyeonggi, Corea del Sur. En el dicho lugar, se realiza las visitas del extranjero a la Madre Celestial. Anteriormente, se operó en Seúl, trasladando más tarde a la actual.
Actualmente hay 450 iglesias en Corea del Sur y 7650 iglesias en el extranjero.
En la Iglesia de Dios, para inaugurar una nueva sede se comienza como «casa-iglesia».  
Las sedes de la iglesia son llamadas también «el Monte de Sion» o simplemente «Sion», comparando al lugar homónimo ubicado en Israel en la vida espiritual. Se señala que la iglesia es la Sion espiritual y el lugar de las fiestas solemnes.

## Música
La música de la Iglesia de Dios Sociedad Misionera Mundial se basa a través del «Cántico Nuevo», en el cuál todos los miembros cantan durante los cultos y es dedicada al Padre y la Madre Celestial, incluyendo los temas relacionados a sus enseñanzas.
Tiene un grupo musical llamado Orquesta Mesías, formado en Corea del Sur, en el cuál se encargan de presentarse en los conciertos organizados por la iglesia a nivel mundial.

## Actividad social
La Iglesia de Dios formó la Asez Wao, la Asez Star y el We Love U, organizaciones sin fines de lucro dedicadas a los trabajos comunitarios en diferentes partes del mundo. Realizan donaciones de sangre para salvar vidas, especialmente a las personas con leucemia, así como otras enfermedades.

## Críticas y controversias
La Iglesia de Dios Sociedad Misionera Mundial es uno de los muchos movimientos religiosos primitivistas que emergieron en la segunda mitad del siglo xx en Corea del Sur. Otros cultos similares son Misión Buenas Nuevas y la Iglesia Shincheonji de Jesús. A menudo se crítica a estos grupos por sus métodos de reclutamiento, que suelen apuntar a mujeres, estudiantes universitarios y minorías étnicas.
Diversos exmiembros e investigadores de cultos acusaron públicamente a la iglesia de ser una secta destructiva, ejercer un control inusual sobre sus miembros, separarles de su familia y amigos, y explotarles excesivamente, todo mientras rompen leyes y evitan la transparencia y rendir cuentas.
El investigador de cultos y desprogramador Rick Alan Ross describió la Iglesia de Dios como «un grupo muy intenso […] similar a la Iglesia de la Unificación, fundada por Sun Myung Moon y cuyos miembros eran llamados Moonies», grupo con el que se suele comparar su técnica de adoctrinamiento.